# Oberleitungsbus Neuwied
Der Oberleitungsbus Neuwied war das Oberleitungsbus-System der rheinland-pfälzischen Stadt Neuwied am Rhein. Er bestand von 1949 bis 1963 und ersetzte die von 1901 bis 1950 verkehrende Straßenbahn Neuwied. Zuständiges Verkehrsunternehmen war, wie zuvor schon bei der Straßenbahn, die in Neuwied ansässige Kraftversorgung Rhein-Wied AG. Der Oberleitungsbus Neuwied wurde nach seiner Stilllegung durch Omnibusse ersetzt. 

## Geschichte
Der Oberleitungsbus Neuwied bestand aus zwei Überlandstrecken, beides ehemalige Straßenbahnrelationen. Die 10,6 Kilometer lange Verbindung von Neuwied, Marktplatz über Neuwied, Bahnhof, Neuwied, Kraftversorgung, Block, Engers und Heimbach-Weis nach Gladbach wurde vom 1. Oktober 1949 bis zum 28. Februar 1963 von Oberleitungsbussen befahren. Die zweite Route war neun Kilometer lang und führte zwischen dem 1. Mai 1951 und dem 1. August 1962 vom Bahnhof Neuwied über Rasselstein und Niederbieber nach Oberbieber. Die beiden Strecken wurden von zwei Linien ohne Nummer bedient.
1959 gaben die Bochum-Gelsenkirchener Straßenbahnen AG vier von Henschel, Kässbohrer und BBC hergestellte Bochumer Obusse der Baujahre 1947 und 1949 nach Neuwied ab, wo sie auf schaffnerlosen Einmannbetrieb umgebaut wurden.